# Clan of Xymox (album)
Clan of Xymox è il primo album in studio del gruppo gothic rock olandese Clan of Xymox, pubblicato nel 1985.

## Tracce
1. A Day – 6:40
2. No Words – 4:26
3. Stumble and Fall – 5:05
4. Cry in the Wind – 5:16
5. Stranger – 7:41
6. Equal Ways – 5:44
7. 7th Time – 4:38
8. No Human Can Drown – 3:22

## Formazione
- Ronny Moorings – voce, chitarra, tastiera
- Anka Wolbert – voce, tastiera, basso
- Pieter Nooten – voce, tastiera